# Muzică clasică

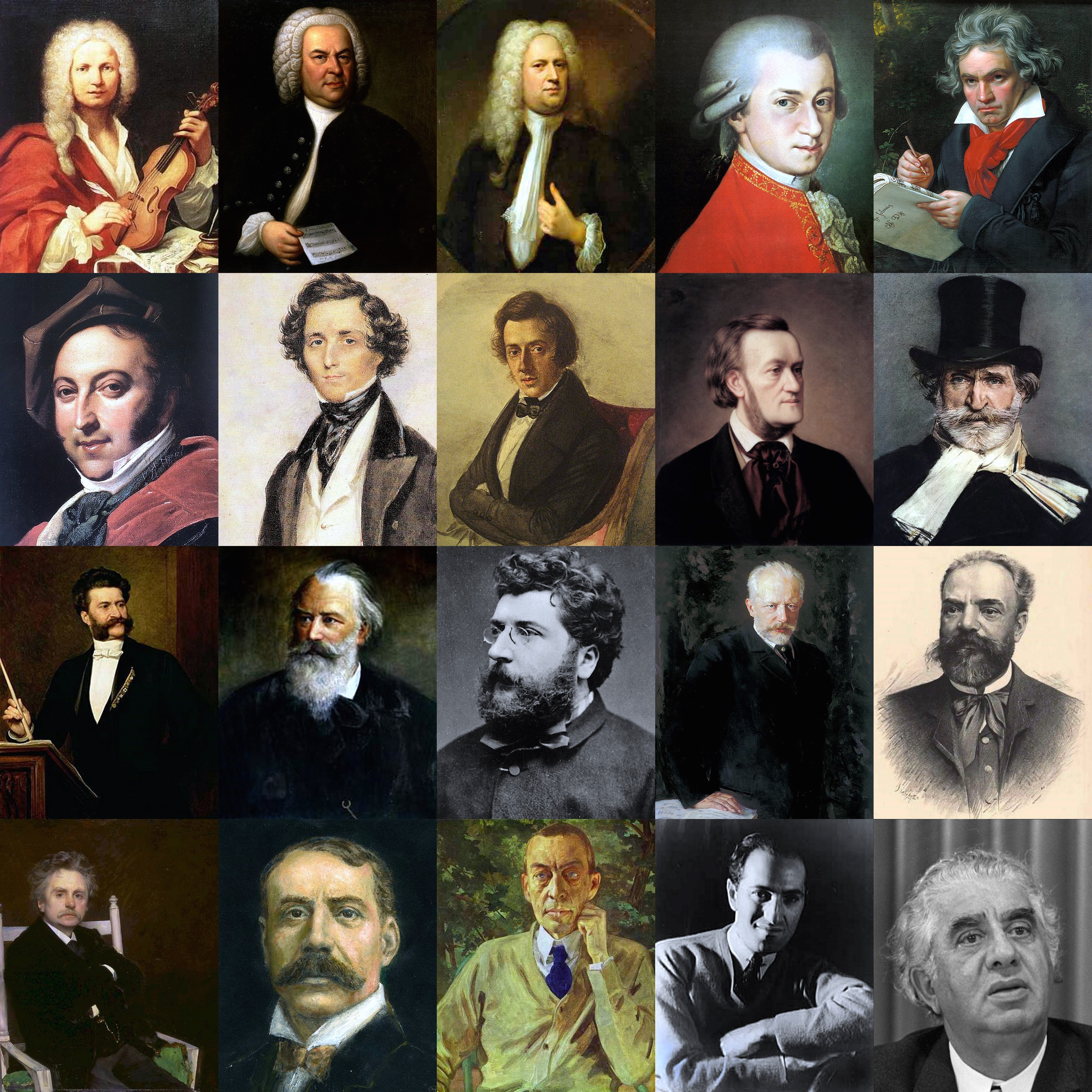
Montaj cu mari compozitori de muzică clasică. De la stânga la dreapta:
Primul rând – Antonio Vivaldi, Johann Sebastian Bach, Georg Friedrich Händel, Wolfgang Amadeus Mozart, Ludwig van Beethoven;
Al doilea rând – Gioachino Rossini, Felix Mendelssohn, Frédéric Chopin, Richard Wagner, Giuseppe Verdi;
Al treilea rând – Johann Strauss (fiul), Johannes Brahms, Georges Bizet, Piotr Ilici Ceaikovski, Antonín Dvořák;
Ultimul rând – Edvard Grieg, Edward Elgar, Serghei Rahmaninov, George Gershwin, Aram Haciaturian

Muzica cultă, savantă sau (mult mai des întrebuințat, dar imprecis) clasică cuprinde totalitatea realizărilor muzicale proprii reprezentanților culturii înalte într-un spațiu geografic, de-a lungul unui interval însemnat de timp (de ordinul secolelor, mileniilor). Elaborarea de muzici culte respectă un număr de precepte impuse prin tradiție. Astfel, autorul este cunoscut prin numele lui sau măcar printr-un pseudonim și deține o cunoaștere temeinică a teoriei muzicale aplicate în cultura de care aparține. Deși fundamentate pe tradiție, muzicile culte sunt întotdeauna receptive la inovație, sub o formă sau alta; în stadiile sale înaintate de evoluție, o muzică cultă poate nega chiar și o parte din legile sale fundamentale, în scopul de a realiza noul. Astfel, supraviețuirea unei muzici culte impune păstrarea unei baze cât de restrânse privitoare la practica creației și a interpretării.
În mod obișnuit, prin sintagma „muzică cultă” este vizată muzica ecleziastică și de concert dezvoltată în Europa vestică și apoi, răspândită și în alte spații geografice, cuprinzând aproximativ intervalul ultimelor zece secole. Așadar, avem muzica cultă europeană. Însă denumirea de muzică cultă se aplică și în cazul altor manifestări muzicale izolate de tradiția vest-europeană, care în schimb respectă normele mai sus amintite ale culturii înalte (otomană, persană, mogulă, chineză și japoneză).

## Perioadele evoluției muzicii culte

### Medievală (circa 800 d.C. - circa 1400)
Anul 800 e considerat momentul de cotitură când Evul Mediu întunecat a luat sfârșit, în urma acțiunilor energice ale regelui franc Charlemagne prin Europa, culminând cu încoronarea și ungerea lui ca împărat "roman" asupra Europei Apusene, de către papa Leon al III-lea.

### Renașterea (circa 1400 - 1600)
Renașterea nu a fost o perioadă importantă doar în evoluția picturii, științelor și descoperirilor geografice, ci și o epocă în care muzica vocală s-a dezvoltat considerabil. Atunci a apărut muzica vocală polifonică (interpretarea pe mai multe voci). Compozițiile muzicale au devenit mult mai complexe, ajungându-se să se compună partituri pentru coruri cu un număr impresionant de soliști. Genurile preferate din acea perioadă erau messa, madrigalul (gen, de obicei, laic) și motetul. Perioada de apogeu a Renașterii în muzică a fost secolul al XVI-lea, numit și "veacul de aur al polifoniei", principalul reprezentant fiind Giovanni Pierluigi da Palestrina (1525-1594).

### Barocul (1600-1750)

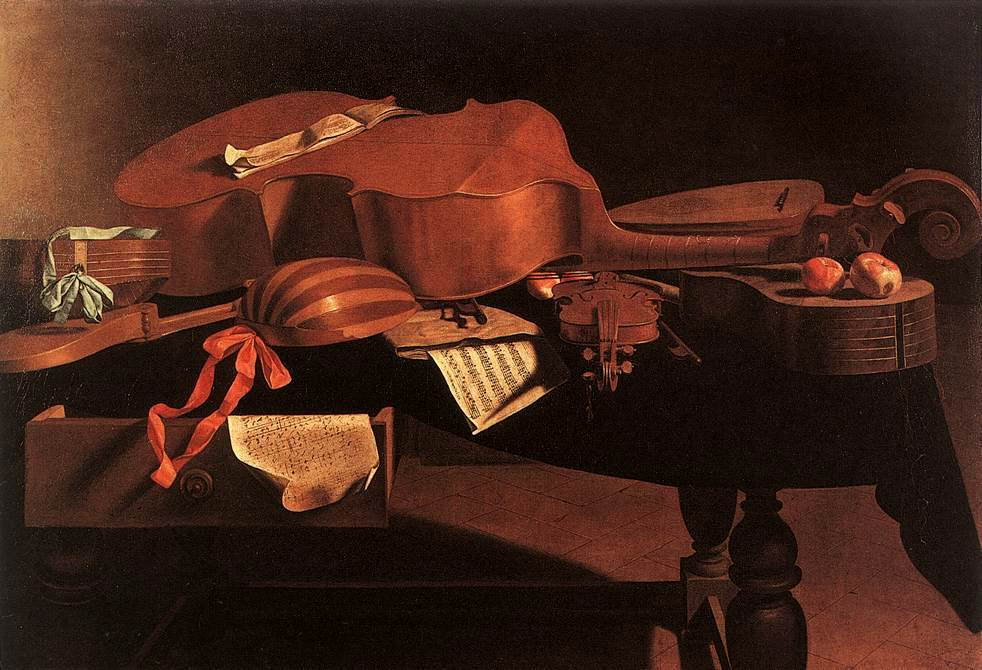
Instrumente din perioada preclasică: chitară barocă, clavecin, hurdy gurdy, lăută, vioară barocă și viola da gamba.

Barocul (sau preclasicismul) începe odată cu nașterea genului de operă și se termină odată cu moartea celei mai importante personalități muzicale al acestui curent: Johann Sebastian Bach. Prima operă a fost compusă în 1595 de Jacopo Peri și s-a numit Dafne, însă s-a pierdut în întregime până în zilele noastre. Alte prototipuri ale genului datează din 1600 (tot de Jacopo Peri), respectiv din 1602 (de Giulio Caccini) și poartă denumirea de Euridice, din care s-au păstrat doar câteva fragmente. Cea mai veche creație muzicală care poate fi oficial încadrată în genul muzicii de operă a fost L'Orfeo, compusă de Claudio Monteverdi, inspirată tot din mitul lui Orfeu, precum compozițiile precedente, dar cu o orchestrație mult mai bogată și cu un mic preludiu care marchează deschiderea spectacolului. Principala tendință a perioadei a fost contopirea vocilor cu instrumentele. Muzica este bogat ornamentată și pare să curgă în flux continuu. Principalele instrumente folosite în muzica barocă au fost orga, clavecinul ("strămoșul" pianului) și viola da gamba. Ca principale genuri muzicale avem: fuga, concerto grosso, cantata, oratoriul și opera seria, iar ca muzică de dans întâlnim: sarabandă, hornpipe, alemandă, menuet. 
Încă din anul 1710 se anticipează trecerea spre clasicism, deoarece își face apariția unul dintre cele mai importante instrumente folosite în muzica culta: pianul. În prima jumătate a secolului al XVIII-lea apare opera comică italiană, gen cunoscut sub denumirea de opera buffa, primele lucrări de acest tip fiind   La Cilla din 1706, a compozitorului napolitan Michelangelo Fagglioli, Li zite 'ngalera din 1722 aparținând lui Leonardo Vinci, respectiv Lo frate 'nnamorato și La serva padrona, ambele compose de Giovanni Battista Pergolesi. În ultimele două decenii ale curentului, compozitorii se îndepărtau rapid de barocul autentic și se apropiau de ceea ce noi numim clasicism, mai ales când stilul rococo a devenit principala tendință în prima jumătate a secolului al XVIII-lea, prin intermediul căruia se face trecerea treptată de la baroc la clasicism. Reprezentanți importanți ai stilului baroc în muzică au fost: Claudio Monteverdi, Marc-Antoine Charpentier, Jean-Baptiste Lully, Antonio Vivaldi, Georg Friedrich Händel, Johann Sebastian Bach etc.

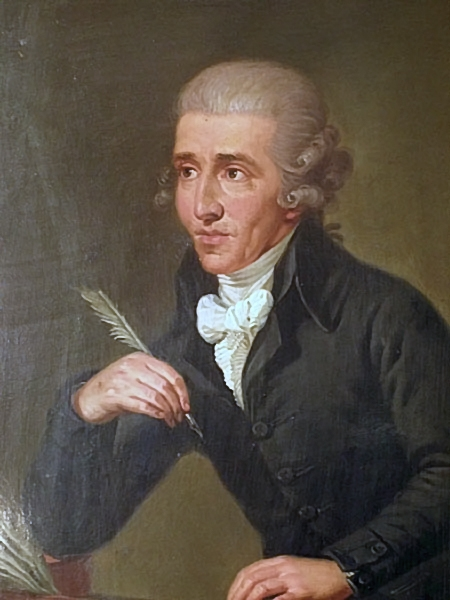
Joseph Haydn (1732–1809), ca. 1770.

Secolul al XVIII-lea a fost o perioadă în care artiștii din diferite domenii s-au distanțat mult de stilul baroc, caracterizat prin ornamentul excesiv, adeseori greoi și adoptarea stilului simplu, lipsit de podoabe. Această tendința și-a pus amprenta în principal în arhitectură și în pictură, dar și în muzică.  

### Clasicismul (1750 - circa 1820)
Clasicismul a început în Franța secolului al XVII-lea, pe timpul "Regelui Soare" și s-a manifestat în alte domenii precum artele plastice, arhitectura și literatura, cel din muzică luând naștere un veac mai târziu. Curentul muzical este delimitat orientativ între anul morții lui Bach și anul morții lui Ludwig van Beethoven, deși trecerea de la un curent la altul este treptată, iar limitele sunt aproximative.
Compozitorii trebuiau să compună după niște reguli stricte, toate compozițiile trebuiau să aibă o anumită structură, de exemplu, simfoniile trebuiau să conțină 4 părți, în care prima parte este mereu allegro, a doua întotdeauna lentă, a treia în ritm de 3 pătrimi, iar ultima din nou allegro, iar sonatele aveau următoarea compoziție: repede-lent-repede, fiecare parte având forma de lied. Cei mai importanți reprezentanți au fost Joseph Haydn (zis și părintele simfoniei), Wolfgang Amadeus Mozart și Ludwig van Beethoven (compozitorul este considerat deseori romantic, datorită simfoniilor și sonatelor sale, însă acestea au aceeași structură specifică pieselor muzicale din această perioada, cu excepția Sonatei nr. 14, numită și "Sonata Lunii", a cărei primă parte este lentă); de asemenea, au mai compus și Luigi Boccherini (cel mai cunoscut pentru renumitul său menuet), Antonio Salieri, Christoph Widibald Gluck și Leopold Mozart (tatăl compozitorului). Genurile preferate de compozitori în perioada clasicismului muzical au fost simfonia, sonata și concertul solistic (se trage din concerto grosso, gen specific barocului muzical).

### Romantismul (circa 1800 - circa 1910)
La sfârșitul secolului al XVIII-lea, în Europa de Vest, apare o nouă mișcare în literatură, numită Romantism. La început de secol al XIX-lea această mișcare apare treptat și în muzică, însuși Beethoven fiind considerat de unii ca fiind primul compozitor romantic, având în vedere că multe dintre compozițiile sale marchează trecerea spre acest curent, existând și în zilele noastre controverse privind perioada din istoria muzicii europene în cadrul căreia muzicianul se încadrează. 
Acest curent muzical se întinde pe o perioadă de aproximativ un secol și reprezintă perioada de apogeu a muzicii culte din spațiul european. Romantismul muzical este opus clasicismului încorsetat de reguli, în care compozitorii trebuiau sa urmeze un tipar foarte strict și să compună piese cu formă fixă. În perioada romantismului muzical, accentul nu se mai pune pe reguli stricte de compoziție, ci pe transmiterea sentimentelor și trăirilor prin intermediul muzicii, existând o mai mare libertate de expresie a muzicienilor prin intermediul acestei arte. Câțiva reprezentanți ai romantismului timpuriu sunt: Carl Maria von Weber, Franz Schubert, Niccolò Paganini, Gioachino Rossini, Robert Schumann și Frederic Chopin. 
Dacă în clasicism muzica se rezuma la câteva forme și genuri muzicale, și anume: opera, concertul, sonata, simfonia și lied-ul, în secolul al XIX-lea, datorită noilor mișcări culturale generate de romantism, repertoriul muzical se îmbogățește cu noi genuri și apar noi tendințe, cum ar fi poemul simfonic, al cărui fondator este Franz Liszt, opereta (care se se "naște" din opera comică franceză, întemeietorul acestui gen fiind Jacques Offenbach, o creație dramatică similară cu opera, dar mai ușoară, în care dialogurile vorbite alternează cu cele cântate), muzica întâmplătoare (muzică ce nu se încadrează într-un gen propriu-zis, care de multe de multe ori servește drept fundal muzical pentru o pisă de teatru, cel mai cunoscut exemplu ar fi lucrarea Visul unei nopți de vară, aparținând compozitorului german Felix Mendelssohn-Bartholdy), precum și compozițiile cu formă fixă precum studiul, fantezia, preludiul etc. Baletul apare sub forma pe care o știm noi astăzi, și anume ca o modalitate de a folosi dansul într-o manieră artistică și dramatică, căpătând o coregrafie mult mai complexă și o muzică foarte amplă, prin intermediul acestor elemente relatându-se o poveste. În trecut, îndeosebi în baroc, baletul exista sub o formă mult mai simplă; numerele de dans de atunci erau prezente la curtea regală franceză și italiană. Unul din primii compozitori care au adoptat această nouă formă a baletului a fost Adolphe Adam, cel mai cunoscut pentru baletul "Giselle".
Tot în secolul al XIX-lea se înființează Școlile Naționale (cehă, scandinavă, maghiară, poloneză, rusă și română) care aveau ca scop să formeze noi valori în regiunile est și central-europene și să aducă aceste tendințe din Occident în spațiile în care acestea nu pătrunseseră încă. Toți reprezentanții Școlilor naționale au abordat în compozițiile lor tematici cu caracter naționalist-patriotic, inspirându-se din istorie, legende, mitologie și folclor, cu scopul de a evidenția identitatea țării pe care o reprezintă. Apare astfel un gen muzical cunoscut sub numele de "rapsodie", care se definește ca fiind o compoziție muzicală, de obicei de formă liberă, compusă din motive și fragmente variate, inspirate adesea din folclor. Tot mai mulți compozitori aleg ca sursă de inspirație principală folclorul, cum ar fi Franz Liszt cu Rapsodiile ungare, Johannes Brahms cu cele 21 de dansuri ungare sau compozitorul ceh Antonín Dvořák cu Dansurile slavone. Așadar, dacă înainte de secolul al XIX-lea puteam vorbi despre muzică cultă în adevăratul sens al cuvântului doar în spațiile consacrate din jumătatea de vest a Europei (Austria, Italia, Germania, Franța și chiar Anglia), o tradiție muzicală clasică se găsește și în țările Europei de Est, datorită Școlilor naționale și ale compozitorilor naționaliști.
De exemplu, Rusia îi are ca principali reprezentanți pe Mihail Ivanovici Glinka (considerat adesea ca fiind primul mare compozitor rus, cunoscut îndeosebi pentru opera Ruslan și Ludmilla), pe Cei Cinci , precum și pe marele Piotr Ilici Ceaikovski (care este considerat ca fiind cel mai mare compozitor rus, autor al unora dintre cele mai cunoscute balete: Spărgătorul de nuci și Lacul lebedelor), Serghei Rahmaninov etc. Opera rusă atinge apogeul cu marea capodoperă a lui Alexander Borodin, Cneazul Igor, care are la bază epopeea Cântec despre oastea lui Igor, în care se vorbește despre originile mitice ale poporului rus. Cehii i-au avut ca reprezentanți principali pe Antonín Dvořák și pe Bedřich Smetana. Dvořák nu s-a inspirat doar din folclorul muzical ceh (care a constituit principala sursă de inspirație pentru Dansurile slavone), ci chiar și din muzica tradițională americană în marea ei varietate de stiluri. Pe vremea când acesta era director la Conservatorul Național de Muzică din New York a compus noua sa simfonie pe care a intitulat-o Din Lumea Nouă. Bedřich Smetana, un alt reprezentant de seamă al Școlii Naționale Cehe, a rămas cel mai bine cunoscut pentru poemul simfonic "Vltava" (sau "Die Moldau", după denumirea în germană a râului), al doilea dintr-un ciclu de șase pe care le-a intitulat Má vlast („Țara mea”), precum și pentru opera Mireasa vândută. În spațiul nord-european a avut loc de asemenea o manifestare culturală în domeniul muzical, Norvegia avându-l ca principal reprezentant pe Edvard Grieg, rămas notabil în istoria muzicii pentru suita Peer Gynt, compusă pentru drama lui Henrik Ibsen cu același nume, iar Finlanda îl are ca principal reprezentant pe Jean Sibelius, cel mai cunoscut pentru poemul simfonic Finlandia. Stilul romantic continuă și în primele decenii ale secolului XX, regăsindu-se în lucrările lui Serghei Rachmaninoff, Edward Elgar sau în operetele compozitorilor Franz Lehar, Paul Abraham, Emmerich Kalman și Ralph Benatzky. 

### Post-romantismul, Modernismul și Muzica secolului XX (după 1890)
La finalul secolului al XIX-lea apar noi direcții și inovații în muzica occidentală. În această perioadă a început să fie folosit cromatismul muzical, bazat pe modificarea sunetului natural cu ajutorul alterațiilor. Printre cei mai cunoscuți reprezentanți ai acestei perioade, îi enumeram pe: Dvořák, Wagner, Debussy, Scriabin, Richard Strauss, Jean Sibelius, Bártok, Șostakovici, Enescu, Grieg, Elgar, Saint-Saëns. Creația muzicală a lui Claude Debussy marchează începutul unui nou curent și anume impresionismul, în care muzica încearcă să redea atmosfera, stările sufletești și pune accent pe sugestie, compozitorii folosindu-se de tehnici noi, nemainîntâlnite în muzică până la acel moment, cum ar fi tonalitatea ambiguă, armonia extinsă, folosirea modurilor muzicale, armonia paralelă etc. Alți compozitori impresioniști importanți din acea epocă au fost Maurice Ravel, Ottorino Respighi și Manuel de Falla. 
Tot în această perioadă, apare în Italia un nou stil în operă, și anume verismul. Operele care aparțin acestui curent se remarcă în primul rând prin subiectul abordat, care încearcă să ofere o imagine cât mai realistă asupra lumii și se axează pe viața omului simplu și condiția claselor sociale de jos, spre deosebire de operele compuse până atunci, care adesea aveau subiect istoric sau mitologic. Cavaleria Rusticana a lui Pietro Mascani, care a avut premiera pe 17 mai 1890, este considerată prima operă de tip verist. Stilul muzical al operelor veriste este cel post-romantic care face trecerea spre modernism, fiind diferit de muzica pe care o găsim în lucrările lui Giuseppe Verdi, Amilcare Ponchielli și în antiteză cu stilul bel-canto al compozitorilor precum Gaetano Donizetti sau Gioachino Rossini. Cel mai de seamă reprezentant al acestui curent este Giacomo Puccini, autorul mai multor lucrări precum Tosca, Turandot, La Boheme, Gianni Schicchi sau Madame Butterfly. Alți compozitori care au adoptat acest stil sunt Ruggero Leoncavallo, a cărui cea mai cunoscută operă este Paggliaci, Umberto Giordano, Alfredo Catalani și Ermanno Wolf-Ferrari.
Modernismul sau muzica secolului XX se remarcă printr-o varietate impresionantă de stiluri, curente, inovații și noi direcții în muzica cultă apuseană. Unul dintre curentele muzicale specifice începutului de secol XX este neoclasicismul, care se caracterizează prin întoarcerea la simetria, simplitatea și armonia perioadei clasice din a doua jumătate din secolul al XVIII-lea, lucrări în acest stil regăsindu-se la compozitor precum Serghei Prokofiev și Igor Stravinsky. Muzica ușoară are de asemenea o influență semnificativă asupra muzicii culte occidentale, aceasta fiind o sursă de inspirație pentru compozitori ca George Gershwin (care a combinat jazz-ul cu muzica simfonică în lucrări precum Rhapsody in Blue, An American in Paris și Concertul pentru pian în Fa Major), Dmitri Șostakovici (autorul Suitei de Jazz nr. 2) sau Leonard Bernstein, în timp ce în spațiul latino-american, compozitorul argentinian Astor Piazzolla combină tangou-ul și jazz-ul cu muzica clasică. 
După Primul Război Mondial muzica europeană trece printr-o schimbare fără precedent. Treptat, noile generații de compozitori se îndepărtează de tradiția muzicală cultă, renunțând la tonalitate și la game, convenții care au stat la baza compozițiilor muzicale timp de sute de ani, începând cu perioada barocului. Astfel, prin activitatea compozitorilor precum Arnold Schonberg, Alban Berg, Anton Webern, Oliver Messianen și John Cage, apare muzica atonală, dodecafonică sau serialistă, în care se utilizează ca element de compoziție totalitatea resurselor gamei cromatice ("cromatism total"), în care cele douăsprezece semitonuri ale unei octave sunt considerate echivalente, renunțându-se astfel la tonalitatea de bază, funcțiunile armonice (tonică, dominantă, subdominantă, noțiunea de consonanță, cadență etc.). În a doua jumătate a secolului al XX-lea se observă o revenire la tonalitate, însă nu în sensul vechi al cuvântului, întrucât noile compoziții tonale diferă față de ceea ce a existat până în acel moment. Minimalismul apare în Statele Unite în anii 1960 ca o reacție împotriva muzicii atonale sau dodecafonice și constă în repetarea continuă a unor teme sau motive muzicale, cu mici variații sau schimbări de ritm pe parcursul unei compoziții. Ca reprezentanți de seamă ai curentului minimalist îi avem pe Philip Glass, Arvo Part și Max Richter.

## Muzica cultă românească
Muzica cultă românească își începe traiectoria în istoria și cultura românilor prin Codex Caioni („codicele lui Caioni/ Căianu”), redactat și publicat în secolul al XVII-lea.   